# Departamento de Moungo
Moungo es un departamento de la región Litoral de Camerún. En noviembre de 2005 tenía una población censada de 379 241 habitantes.
Está formado por los siguientes municipios:
- Abo Fiko 25,018
- Baré-Bakem 16,485
- Dibombari 17,141
- Loum 39,707
- Manjo 34,230
- Mbanga 35,415
- Melong 54,279
- Mombo 5,530
- Njombe-Penja 31,792
- Nkongsamba I 52,434
- Nkongsamba II 37,154
- Nkongsamba III 15,795
- Nlonako 14,261